# Anopyrops corticina
Anopyrops corticina is een vlinder uit de familie van de Epipyropidae. De wetenschappelijke naam van de soort is voor het eerst geldig gepubliceerd in 1928 door Jordan.